# Condado de Gullbringusýsla

Gullbringusýsla se localiza en la península más austral del suroeste de Islandia, donde se localizan las ciudades principales del país.

Gullbringusysla es uno de los veintitrés condados islandeses. Se encuentra en el suroeste de la República de Islandia.

## Geografía
La localización exacta de Gullbringusýsla es latitud: 63.9167; longitud: -22.25. Su altura media es de 236 m s. n. m. Este condado posee una extensión de territorio de 1.216 kilómetros cuadrados. La zona horaria usada es la misma que es empleada en toda Islandia, la Atlantic/Reykjavik.

## Localidades de Gullbringusýsla

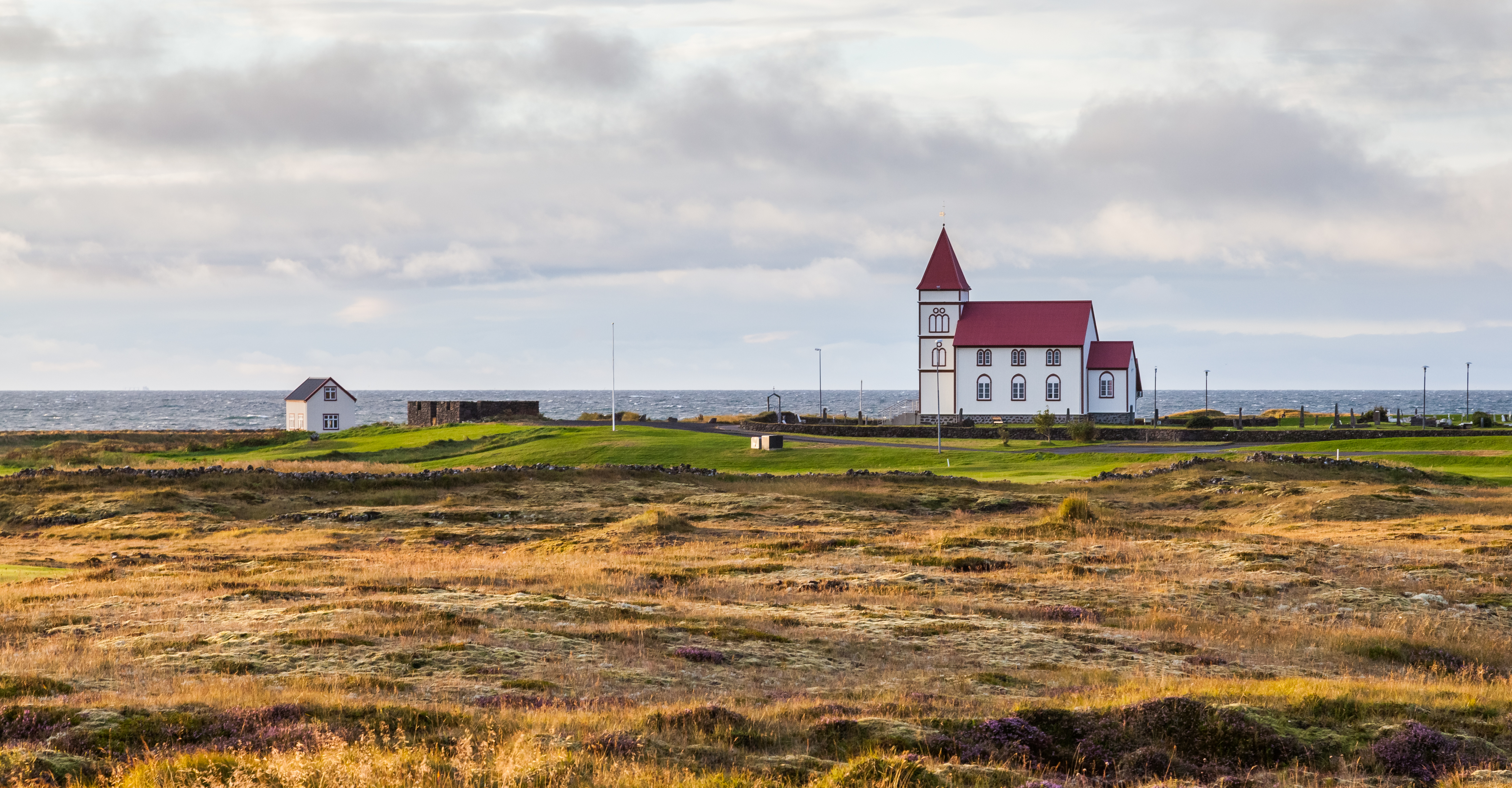
Iglesia rural de Kalfatjorn.

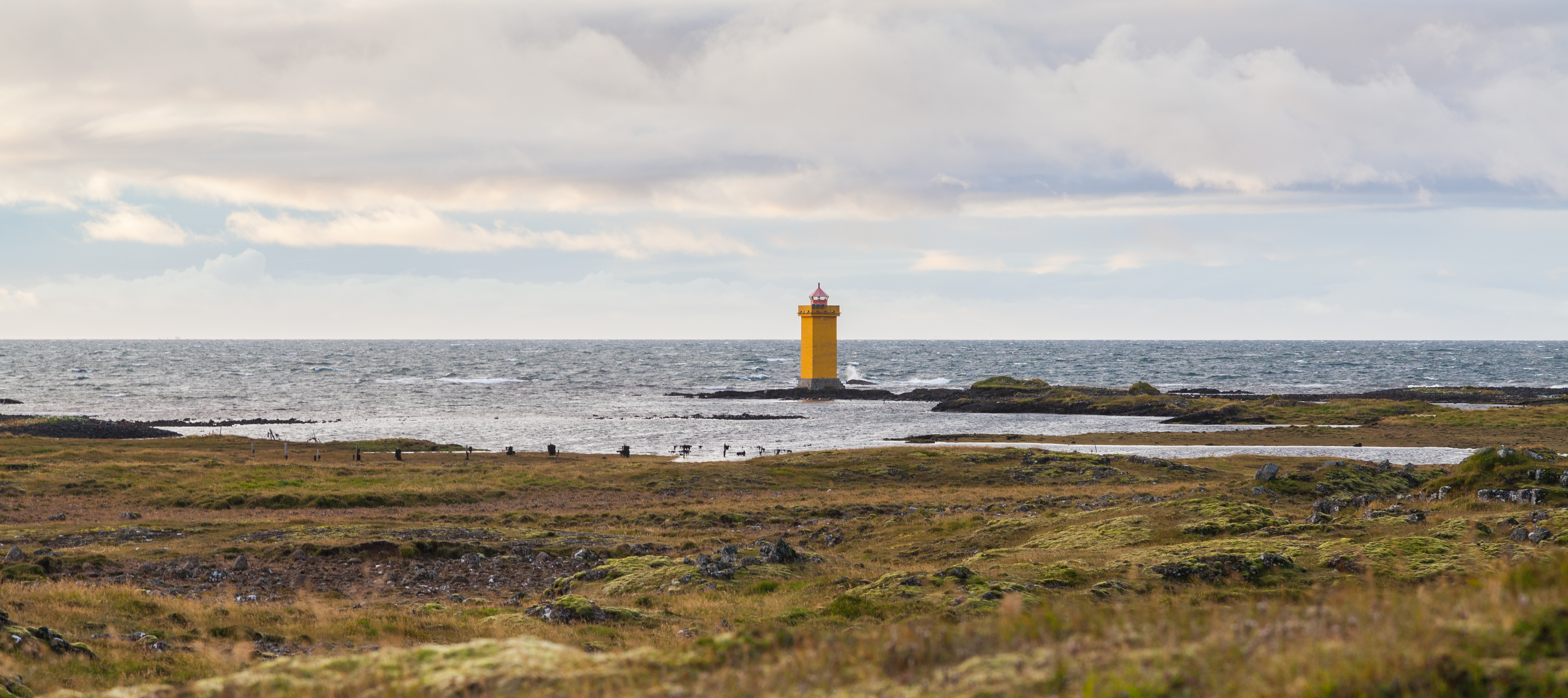
Faro de Gerhistangi, Vogar.

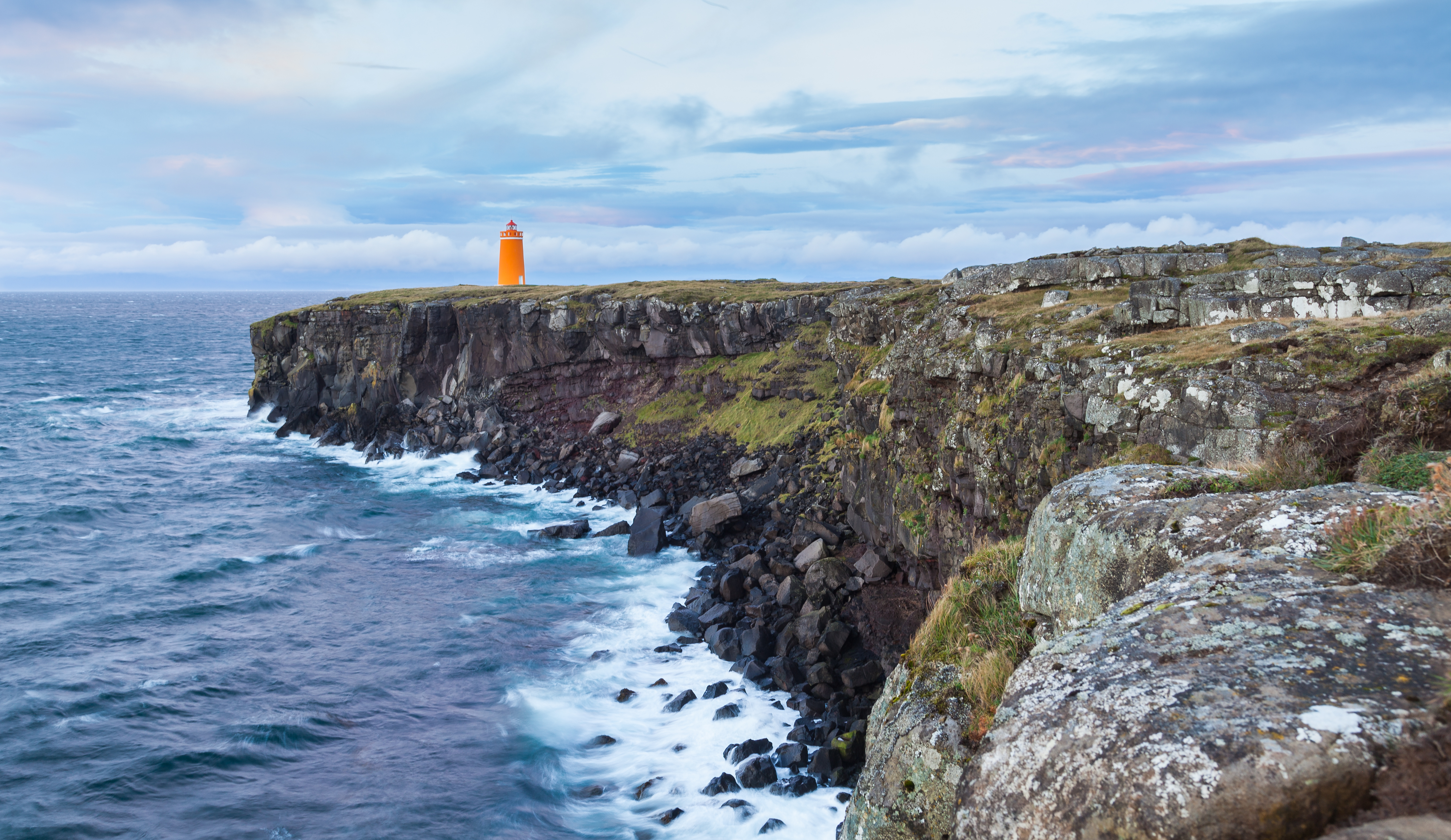
Faro de Holmbergs, en las cercanías de Keflavík.

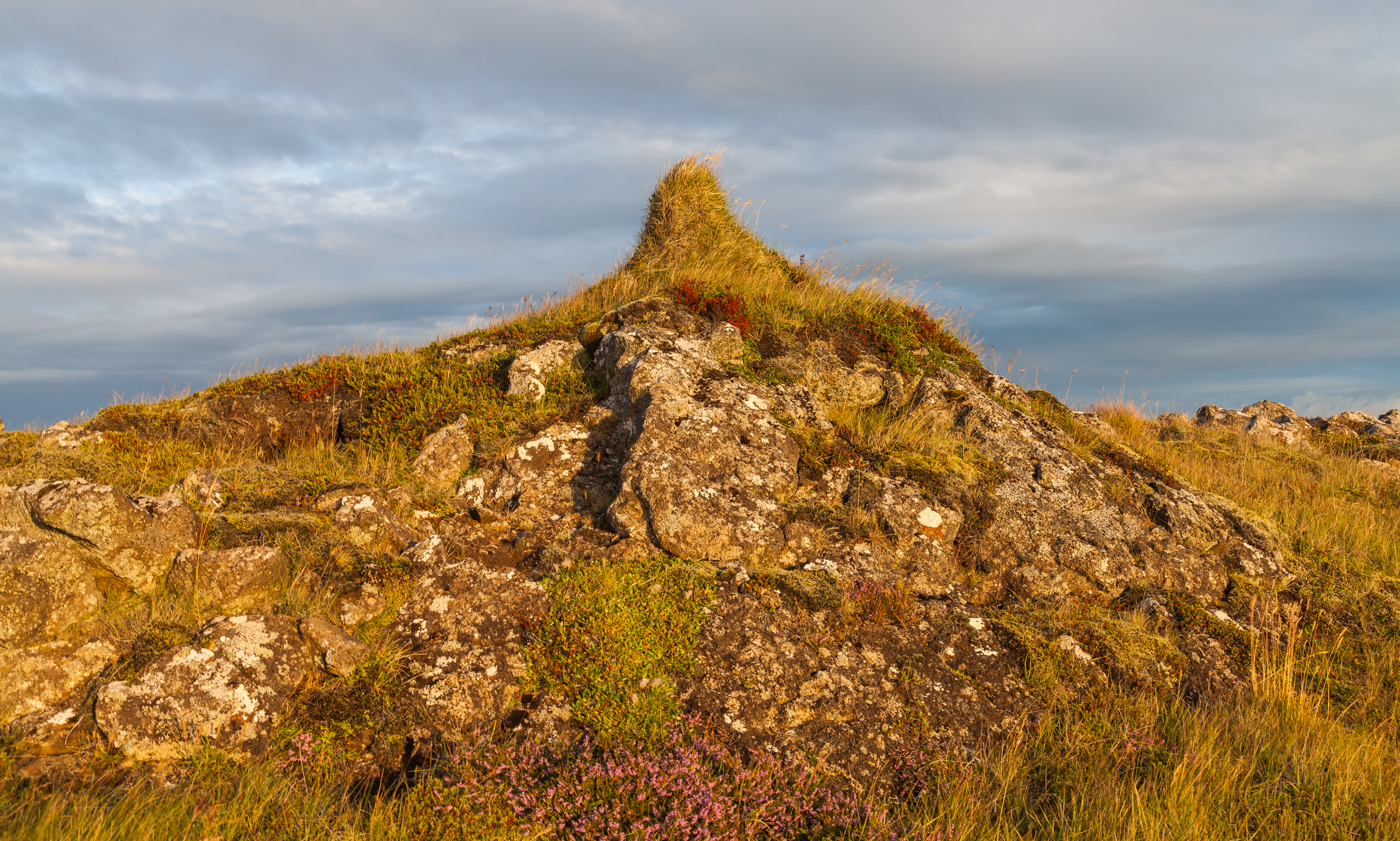
Paisaje al atardecer en las cercanías de Vogar.

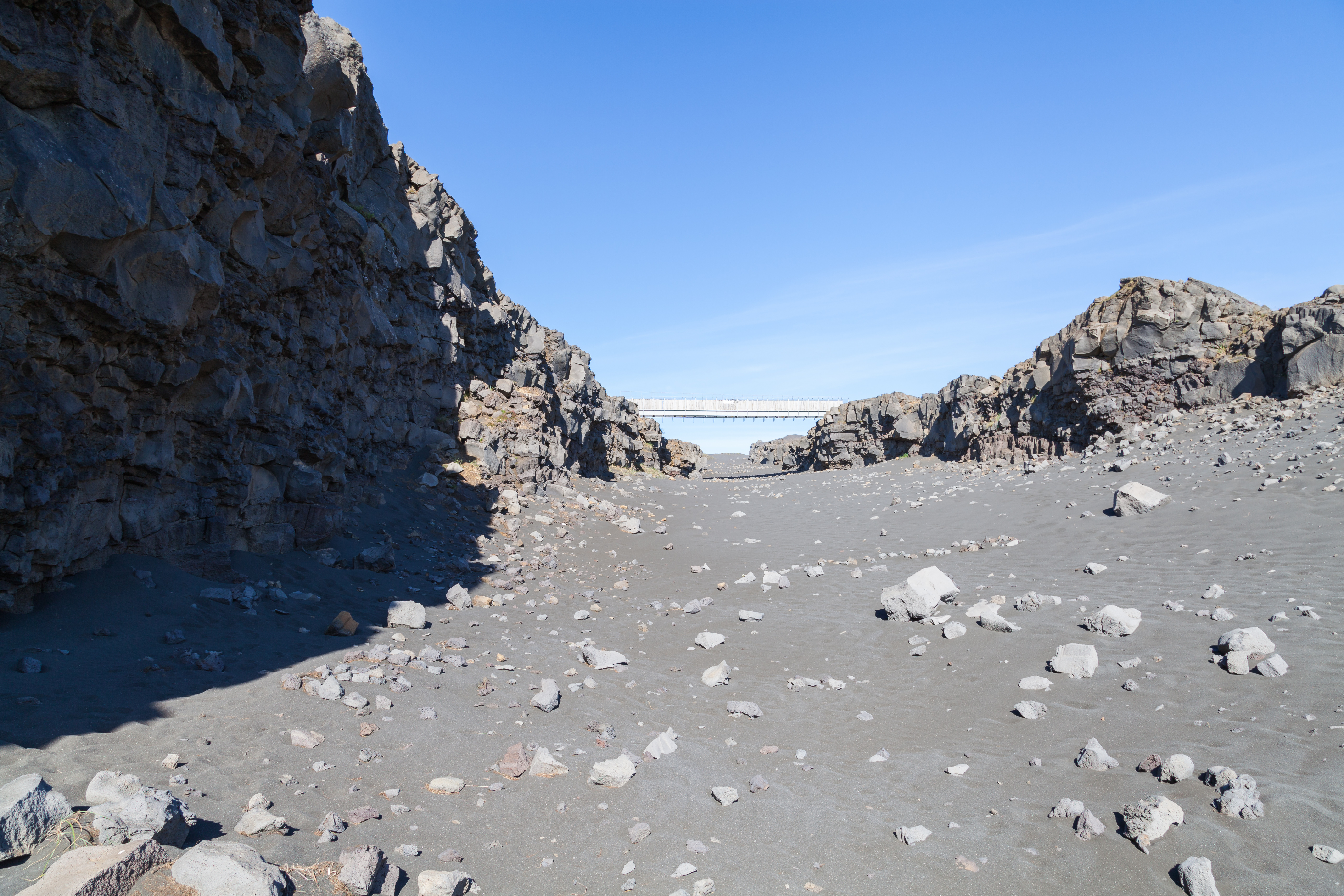
Placas tectónicas de Eurasia y Norteamérica, entre Grindavík y Hafnir.

| Ciudad             | Elevación | Población        |
| ------------------ | --------- | ---------------- |
| Ásláksstaðir       | 0 pies    | 89 personas      |
| Bessastaðir        | 6 pies    | 11.561 personas  |
| Brekka             | 6 pies    | 6.279 personas   |
| Brunnastaðir       | 29 pies   | 354 personas     |
| Býjasker           | 0 pies    | 1.427 personas   |
| Garðabær           | 36 pies   | 6.847 personas   |
| Gardhakauptun      | 147 pies  | 13.410 personas  |
| Gerðar             | 65 pies   | 2.415 personas   |
| Garðskagi          | 65 pies   | 1.958 personas   |
| Grímsstaðaholt     | 0 pies    | 12.670 personas  |
| Grindavík          | 0 pies    | 103 personas     |
| Halfnarfjorður     | 84 pies   | 9.499 personas   |
| Hafnir             | 21 pies   | 2.125 personas   |
| Hraun              | 0 pies    | 85 personas      |
| Hvaleyri           | 69 pies   | 6.847 personas   |
| Hvalsnes           | 65 pies   | 1.156 personas   |
| Innri Njarðvík     | 95 pies   | 3.062 personas   |
| Kalfatjorn         | 55 pies   | 122 personas     |
| Keflavík           | 62 pies   | 10.000 personas  |
| Kirkjuból          | 0 pies    | 914 personas     |
| Kópavogskaupstaður | 87 pies   | 17.306 personas  |
| Lambastaðir        | 0pies     | 1.270 personas   |
| Reikiavik          | 52 pies   | 119.848 personas |
| Sandgerði          | 62 pies   | 1.958 personas   |
| Silfurtún          | 85 pies   | 17.300 personas  |
| Stóra-Vatnsléysa   | 39 pies   | 142 personas     |
| Þorkötlustaðir     | 0 pies    | 85 personas      |
| Útskáler           | 0 pies    | 1.960 personas   |
| Vogar              | 98 pies   | 206 personas     |
| Ytri-Njarðvík      | 0 pies    | 4.606 personas   |

## Demografía
Viven 255.604 personas en el condado de Gullbringusýsla. Los pobladores se encuentran distribuidos sobre un territorio de 1.216 kilómetros cuadrados. La densidad poblacional del condado es de 210,20 habitantes por kilómetro cuadrado.